# Бондарець Лука Никифорович
Бондарець Лука Никифорович (нар. 1892 – пом. 1920) — анархо-махновець, учасник махновського руху.

## Біографія
Народився в с. Новоспасівка в сім'ї селянина-каменяра. Член групи анархістів з 1910 р. За професією столяр. У царській армії — рядовий солдат.
Учасник повстання проти гетьмана Скоропадського. У листопаді-грудні 1918-го — помічник командира Новоспаського повстанського загону (700 бійців), який вів боротьбу проти гетьманських і білих військ. З березня 1919-го — комбат, а з липня того ж року — командир 8-го Задніпровського полку. З вересня по січень 1920-го — командир піхотного повстанського полку.
З травня 1920 — начальник кавалерії Повстанської Армії. З липня — член Ради Революційних Повстанців України (махновців).
З січня 1920 переховувався в підпіллі в Новоуспенівка. 8 травня 1920 Новоспасівська група анархістів приєдналася до РПАУ, в той же день Луку обрано начальником всієї кавалерії армії, а 29 травня 1920 також членом Ради Революційних Повстанців і начальником його культпросвітвідділу.
З 15 травня 1920 брав участь у рейді РПАУ по тилах червоних, командуючи 1-ю кавалерійською групою.
У бою біля Дібрівки 25 червня 1920 частини Луки розбили червоних, полонили всю 174-у бригаду Червоної Армії, але сам Бондарець був убитий біля села Білого.